# Prosmidia fenestrata
Prosmidia fenestrata is een keversoort uit de familie bladkevers (Chrysomelidae). De wetenschappelijke naam van de soort werd in 1882 gepubliceerd door Ferdinand Karsch.